# Installation nucléaire
Une installation nucléaire est définie par la Convention de Paris sur la responsabilité civile dans le domaine de l'énergie nucléaire comme « les réacteurs à l'exception de ceux qui font partie d'un moyen de transport (exemple : sous-marin nucléaire, porte-avions nucléaire, etc.) ; les usines de préparation ou de fabrication de substances nucléaires ; les usines de séparation des isotopes de combustibles nucléaires ; les usines de traitement de combustibles nucléaires irradiés ; les installations de stockage de substances nucléaires à l'exclusion du stockage de ces substances en cours de transport, ainsi que toute autre installation dans laquelle des combustibles nucléaires ou des produits ou des déchets radioactifs sont détenus et qui serait désignée par le comité de direction de l'Énergie nucléaire de l'organisation [...] Toute partie contractante peut décider que seront considérées comme une installation nucléaire unique, plusieurs installations nucléaires ayant le même exploitant et se trouvant sur le même site, ainsi que toute autre installation sur ce site où sont détenues des matières radioactives ».

## Installations nucléaires de base
L'installation nucléaire de base (INB) est un concept français défini dans le vocabulaire de l'ingénierie nucléaire par la Commission d'enrichissement de la langue française, comme « une installation nucléaire qui, de par sa nature, ou en raison de la quantité ou de l'activité de toutes les substances radioactives qu'elle contient, est soumise à une réglementation spécifique ». 
Par exemple un décret de 2015  pris en application du code de la Défense prévoit que des « zones nucléaires à accès réglementée » (ZNAR) sont délimitées par arrêté du ministre, soit de la défense, soit chargé de l'énergie selon le type d'établissement ou d'installation concerné

## En cas d'accident nucléaire sur une installation nucléaire
Dans le cas d'un accident nucléaire ou durant le transport de « substances nucléaires » sous la responsabilité de l'exploitant, la convention de Paris prévoit que dans les parties signataires ou couvertes par la législation des pays signataires, qu'il puisse y avoir réparation (« sans aucune discrimination fondée sur la nationalité, le domicile ou la résidence » précise l'art. 14 de la convention de Paris) pour les victimes de dommages, dans certaines limites. Les pays signataires de la convention peuvent disposer (depuis 1957) de moyens groupés d'assurance et réassurance via le GIE Assuratome qui est un « Groupement de coréassurance des risques nucléaires », anciennement nommé en « France Pool Français d'Assurance des Risques Atomiques ».